# نعمان عاشور

نعمان عاشور في شبابه

نعمان عاشور (ولد 17 يناير 1918 - توفي 5 أبريل 1987)، هو كاتب مسرحي مصري. ولد بمدينة ميت غمر بمحافظة الدقهلية عام 1918. اكتسب عشقه للمسرح وهو صغير من والده الذي كان دائم التردد على مسارح شارع عماد الدين بالقاهرة، وخاصةً مسرح الريحاني. وكان نعمان منذ طفولته مغرماً بالمطالعة والقراءة، ولعل الحظ أتاح له ذلك حيث إن جده كان يمتلك مكتبة ضخمة تضم العديد من المؤلفات في مختلف الميادين من تاريخ وأدب ودين وغيرها. أكمل نعمان دراسته حتى وصل إلى الجامعة، فدرس بكلية الآداب بجامعة فؤاد الأول بالقاهرة، وتخصص في اللغة الإنجليزية، وحصل على الليسانس فيها عام 1942.
كان والده دائم التردد على مسارح عماد الدين وبالأخص مسرح الريحاني، مما جعله يتأثر بكوميديا الريحاني التي تنطوي على نقد اجتماعي ساخر،
ألف نعمان عاشور «الناس اللي تحت»، و«المغماطيس» و«حواديت عم فرح» و«بطولات مصرية» و«سيما أونطة»، و«عيلة الدوغري»، و«الجيل الطالع»، و«بحلم يا مصر»، و«صنف الحريم»، و«وابور الطحين»، و«بلاد بره»، و«برج المدافع»، ويصنفه البعض بأنه فارس الدراما المسرحية الواقعية أو أبو المسرح.
نعمان عاشور من مواليد مدينة ميت غمر بمحافظة الدقهلية «زي النهارده» من عام 1918م، وكان مولعاً بالقراءة منذ صباه، ودرس في كلية الآداب جامعة الملك فؤاد «القاهرة حالياً» وتخصص في اللغة الإنجليزية وتخرج فيها عام 1942م واتصل بالحركة الأدبية الصاعدة في مصر في أعقاب الحرب العالمية الثانية وظهر في مقدمة المثقفين الشباب في طليعة النهضة الأدبية بين الخمسينيات والستينيات.
وظل عبر كتاباته المسرحية رائداً في الدراما الواقعية على مدى ربع قرن وشارك في الحركة السياسية النشطة قبيل ثورة يوليو، وبعد الثورة كان واحداً من العناصر التي أثرت الحركة المسرحية وتوفي في عام 1987م
اتصل نعمان بالحركة الأدبيـة التي برزت في مصر في أعقاب الحرب العالمية الثانية، والتي اهتمت بمشكلات المجتمع وهمومه، وبرز اسمه بين كتيبةٍ من الأدباء والمثقفين الشباب من طليعة النهضة الأدبية والفنية في الخمسينات والستينات.

## المؤلفات في مجال المسرح
«المغماطيس» - «الناس اللي تحت» - «الناس اللي فوق» - «حملة تفوت ولا شعب يموت» - «سيما أونطه» - «عيلـة الدوغري» - «عطوة أفندي قطاع عام» - «ثلاث ليالي» - «الجيل الطالع» - «سر الكون» - «يا حلم يا مصر» - «صنف الحريم» (1962) - «وابور الطحين» (1965) - «بلاد بره» (1967) - «بشير التقدم» (1975) – «برج المدابغ» (1975). كما صدرت لنعمان عاشور المؤلفات التالية في مجال القصة:
«حواديت عم فرح» (1954) - «فوانيس» (1957) - «سباق مع الصاروخ» (1964) - «بطولات مصرية» (1971).
عمل نعمان عاشور لفترة محررًا بدار أخبار اليوم، كما انتخب عضوًا في لجنتي القصة والمسرح بالمجلس الأعلى لرعاية الفنون والآداب والعلوم الاجتماعية، وحصل منهما على جائزة الدولة التشجيعية في الآداب في عام 1968.
توفي نعمان عاشور في عام 1987.